# Suborbitaler Flug
Ein suborbitaler Flug ist ein Flug, der weder dem Schwerefeld des Himmelskörpers entkommt, von dem er startete, noch in eine Umlaufbahn um diesen Körper gelangt (Orbitalflug). Stattdessen fällt das Fluggerät – sofern es nicht mit einem laufenden Antrieb weiter der Schwerkraft entgegenwirkt – wieder zurück auf die Oberfläche. Ein suborbitaler Flug muss nicht den Weltraum erreichen, jedoch wird unter einem „suborbitalen Flug“ meist ein Raumflug verstanden.
Als suborbitale Flüge werden nur solche Flüge bezeichnet, bei denen sich das Fluggerät überwiegend auf ballistischen Bahnen bewegt. Flüge, bei denen die Atmosphäre zum Auftrieb – entweder durch Aerodynamik (wie bei Flugzeugen) oder Aerostatik (wie bei Ballonen) – genutzt werden, werden nicht als suborbitale Flüge bezeichnet.

## Voraussetzungen
Ein Flug verläuft suborbital, wenn die Bahnenergie des Flugkörpers nicht für eine Umlaufbahn ausreicht. Die Schnittpunkte der erreichten Bahn mit der Erdoberfläche stellen Start- und Zielort des suborbitalen Fluges dar.
Von einem Raumflug spricht man, wenn die Grenze zum Weltraum überschritten wird. Zur Lage dieser Grenze gibt es verschiedene Auffassungen. Eine gebräuchliche Definition stammt vom internationalen Luftsportverband FAI; demnach beginnt der Weltraum an der sogenannten Kármán-Linie in 100 km Höhe. Die United States Air Force wertet hingegen bereits Flüge oberhalb von 50 Meilen (etwa 80,5 km) als Raumflug.

## Vergleich mit Orbitalflügen
Suborbitale Fluggeräte sind im Allgemeinen preisgünstiger in Entwicklung, Bau und Betrieb als orbitale Raumfahrzeuge. Wegen ihrer geringeren Fluggeschwindigkeit benötigen sie weder einen so starken Antrieb noch so aufwändige Hitzeschutzmittel, um den Wiedereintritt aus dem Orbit unbeschadet zu überstehen. So kommen zum Beispiel SpaceShipOne und SpaceShipTwo ohne nennenswerten Hitzeschutz aus, während sowohl das Space Shuttle als auch die Landekapseln orbitaler Raumschiffe wie der Sojus wegen der deutlich höheren abzubauenden Bewegungsenergie massive Hitzeschutzmechanismen besitzen. Auch die strukturelle Belastung durch den Luftwiderstand ist beim Wiedereintritt mit niedrigerer Geschwindigkeit geringer, sodass das Fluggerät nicht so robust gebaut sein muss.

## Anwendungsgebiete

### Forschungs- und Testflüge

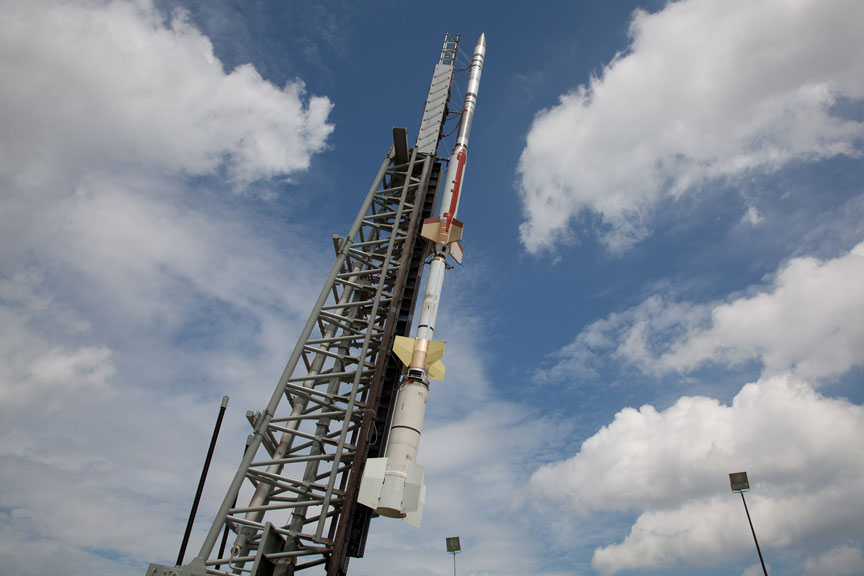
Eine US-amerikanische Talos Terrier Oriole auf der Startrampe

Suborbitale Flüge werden beispielsweise für Untersuchungen der Thermosphäre und der Ionosphäre genutzt, der obersten Schicht der Erdatmosphäre, die mehrere hundert Kilometer weit in den Weltraum hineinreicht. Eine weitere Anwendung in der Forschung sind kurze Experimente unter Schwerelosigkeit, wie sie auch mit Parabelflügen von Flugzeugen durchgeführt werden. Für diese Zwecke verwendet man sogenannte Höhenforschungsraketen.
Auch bei der Entwicklung mancher Trägerraketen und Raumschiffe finden Suborbitalflüge statt. So wurde zum Beispiel das Kommandomodul des Apollo-Raumschiffs mit den suborbitalen Missionen AS-201 und AS-202 getestet. Es wurden auch Experimentalflugzeuge wie die X-15 von vornherein nur für suborbitale Testflüge gebaut.

### Start orbitaler Fluggeräte
Eine weitere Möglichkeit ist der Start eines orbitalen Flugkörpers mit einem Suborbitalflug; nach Trennung von der Rakete muss das Fluggerät dann aus eigenem Antrieb bis zur ersten kosmischen Geschwindigkeit beschleunigen. Ein Beispiel dafür ist der Testflug Boe-OFT Ende 2019 mit dem US-amerikanischen Raumschiff CST-100 Starliner. Durch den Verzicht auf einen orbitalen Start entfielen bei der verwendeten Atlas-Rakete zusätzliche Booster, die für eine stärkere Beschleunigung nötig gewesen wären. Zudem sind eventuelle Startabbrüche des bemannten Raumschiffs bei niedrigerer Geschwindigkeit unkritischer.

### Weltraumtourismus

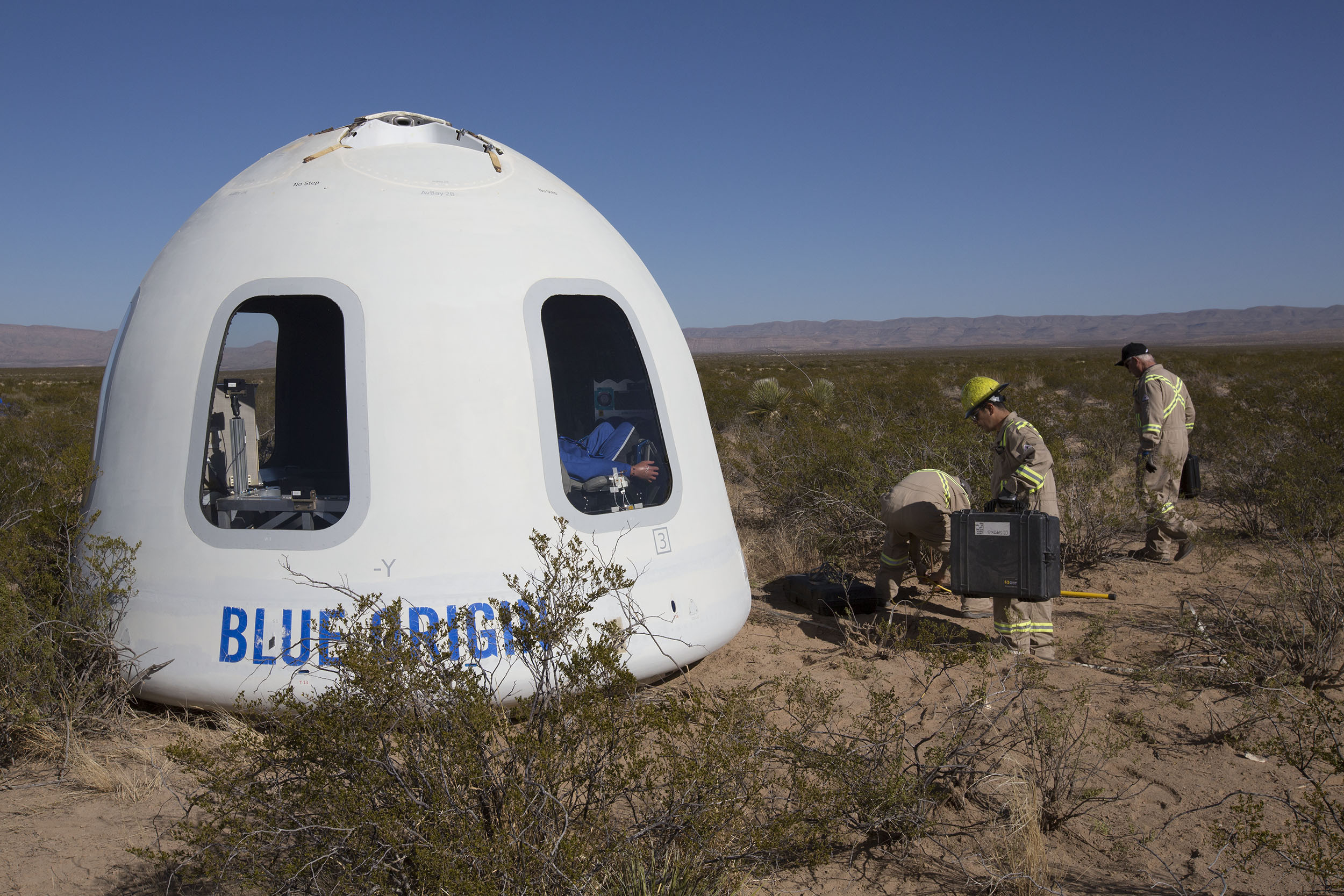
Gelandete New-Shepard-Kapsel (2017)

Touristische Flüge in eine Erdumlaufbahn kosten einen zweistelligen Millionen-Dollar-Betrag, und es gibt nur wenige Fluggelegenheiten. Um Weltraumflüge an ein breiteres Publikum zu verkaufen, entwickelten die US-Unternehmen Scaled Composites und Blue Origin suborbitale Raumflugzeuge für touristische Zwecke. Bei beiden erfolgt die Landung auf oder bei demselben Weltraumbahnhof, an dem die Reise startete.
Das Projekt von Scaled Composites geht auf den Ansari X-Prize zurück. Bei diesem 1996 gestarteten Wettbewerb wurde ein Preisgeld von 10 Millionen US-Dollar für den ersten privat finanzierten, bemannten Suborbitalflug ausgelobt. Scaled Composites gewann den Wettbewerb mit seinem Raumgleiter SpaceShipOne. Für den Betrieb und die Vermarktung des aktuellen Fluggeräts SpaceShipTwo ist Virgin Galactic zuständig, ein Gemeinschaftsunternehmen von Scaled Composites und der britischen Virgin Group.
Blue Origin entwarf die wiederverwendbare Rakete New Shepard, die eine Raumkapsel in gut 100 km Höhe befördert; danach landet das Raumschiff an einem Fallschirm. Der erste bemannte Flug fand am 20. Juli 2021 statt.

### Punkt-zu-Punkt-Transporte
Die Missionsprofile von militärischen Interkontinentalraketen und größeren Mittelstreckenraketen entsprechen ebenfalls der eines suborbitalen Flugs.
Denkbar sind auch interkontinentale Fracht- und Passagiertransporte durch den Weltraum. Die Flugdauer zwischen beliebigen Orten auf der Erde ließe sich damit auf weniger als eine Stunde verkürzen. Sowohl Virgin Galactic als auch das US-Raumfahrtunternehmen SpaceX kündigten in den späten 2010er Jahren an, dass sie künftig solche interkontinentalen Raumflüge anbieten möchten.

## Geschichte der suborbitalen Raumfahrt

### Unbemannte Flüge

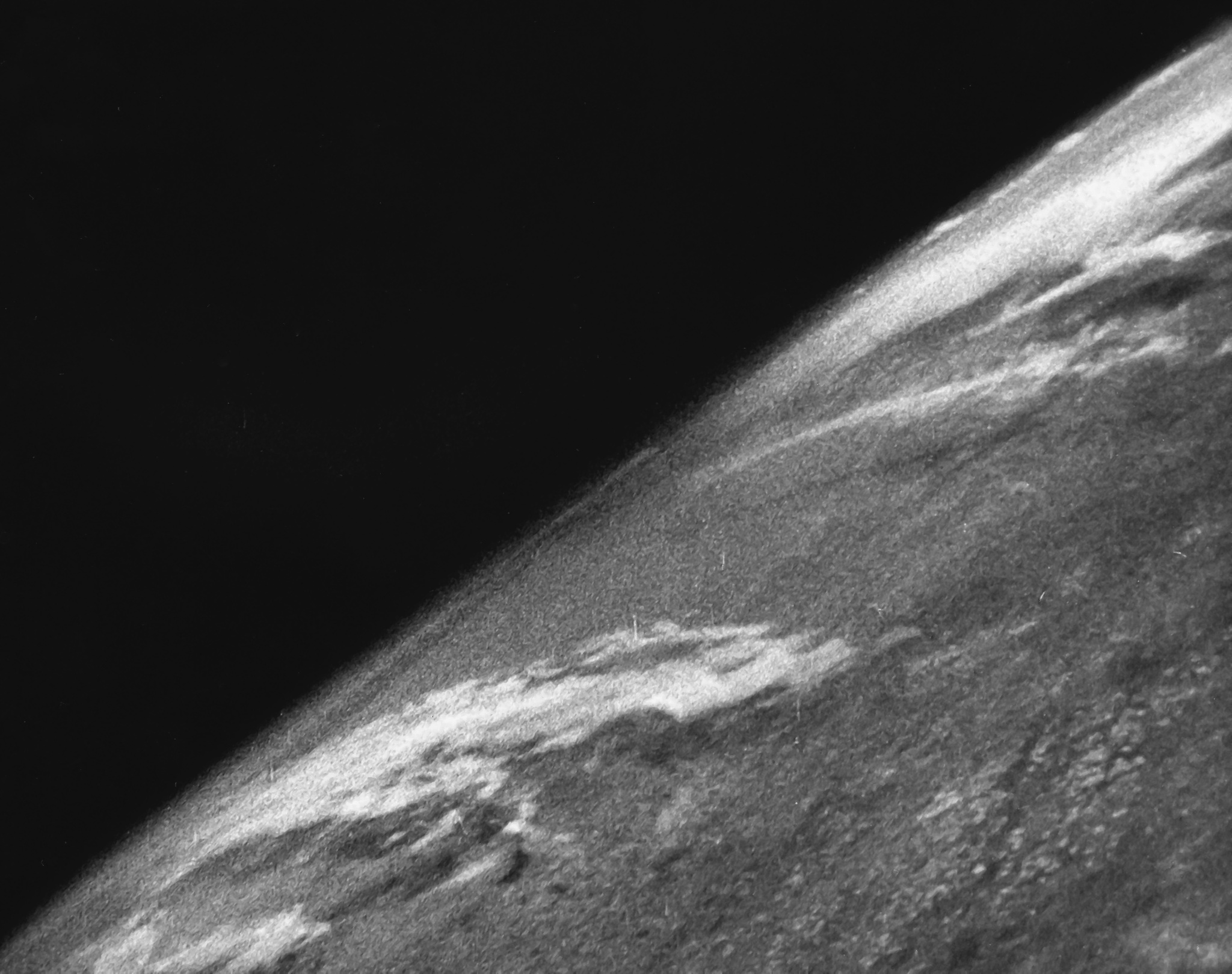
Erstes Foto der Erde aus dem Weltraum, Aufnahme aus 105 km Höhe vom 24. Oktober 1946

Der erste unbemannte suborbitale Flug war zugleich auch der erste Raumflug überhaupt. Er gelang dem nationalsozialistischen Deutschland am 20. Juni 1944 mit dem Flug MW 18014 der ballistischen Artillerierakete Aggregat 4 (bekannter unter der späteren Propagandabezeichnung „Vergeltungswaffe 2“, kurz „V2“). Der Flug erreichte eine Höhe von 175 Kilometern.
Mit einer weiterentwickelten A4/V2 fotografierten die USA am 24. Oktober 1946 erstmals die Erde aus dem Weltraum. Mit demselben Raketentyp wurden in den nachfolgenden Jahren die ersten Lebewesen ins All gebracht, darunter der Rhesusaffe Albert II als erstes Säugetier am 14. Juni 1949.

### Bemannte Flüge
Bis April 2024 überschritten 19 bemannte Suborbitalflüge die 100-km-Grenze:
- Mercury-Redstone MR-3 und MR-4, 1961, Alan Shepard und Virgil Grissom, mit 187 und 190 km Gipfelhöhe
- X-15, 1963, zwei Flüge in mehr als 100 km Höhe durch Joseph Walker
- Sojus 18-1, 1975, Flugabbruch vor Erreichen des Orbits in etwa 192 km Höhe, Wassili Lasarew und Oleg Makarow
- SpaceShipOne, 2004, drei Flüge in mehr als 100 km Höhe durch Michael Melvill und Brian Binnie
- New-Shepard-Flug NS-16, 2021, mit den Weltraumtouristen Jeff Bezos, Mark Bezos, Wally Funk und Oliver Daemen
- New-Shepard-Flug NS-18, 2021, mit vier Weltraumtouristen, darunter William Shatner
- New-Shepard-Flug NS-19, 2021, mit sechs Weltraumtouristen, darunter Michael Strahan
- New-Shepard-Flüge NS-20 bis NS-22, 2022, mit je sechs Weltraumtouristen
- New-Shepard-Flüge NS-25, NS-26, NS-28 und NS-30, 2024 bis 2025, mit je sechs Weltraumtouristen
- New-Shepard-Flug NS-31, 2025, mit den Weltraumtouristen Aisha Bowe, Kerianne Flynn, Gayle King, Amanda Nguyễn, Katy Perry und Lauren Sánchez

X-15 und SpaceShipOne starteten als Flugzeug, alle übrigen senkrecht als Rakete.
Der Flug von Shepard am 5. Mai 1961 wird von der FAI in der Klasse K-1 (suborbitale bemannte Missionen) als Rekordflug mit der größten Höhe (186,307 km) und auch der größten Masse des eingesetzten Raumschiffs (1832,51 kg) geführt. Der Startabbruch der Mission von Sojus 18-1 am 5. April 1975 brachte die beiden Kosmonauten Lasarew und Makarow in ihrem 6830 kg schweren Raumschiff zwar auf eine Gipfelhöhe von 192 km, jedoch wurden diese unfreiwilligen Bestleistungen nie zur Anerkennung bei der FAI eingereicht.